# Стопа Матери Божией
Стопа́ Ма́тери Бо́жией — святой источник в виде углубления в плотном известковом туфе, находящийся в Почаевской лавре. Православные верующие и верующие католики считают данное углубление в камне следом или оттиском правой ноги Богородицы, которая явилась на Почаевской горе в XIII веке в огненном виде и оставила этот след; благодаря явлению Девы Марии в горе открылся водяной источник. Стопа для верующих является одной из реликвий и святынь Почаевской лавры. Стопа постоянно наполнена водою. Вода из Стопы Матери Божией, согласно неоднократно изданной в типографии Почаевской лавры книге «Гора Почаевская», является чудодейственной.

## Описание Стопы и её месторасположение в лавре
Николай Лесков, побывавший в Почаевской лавре, описал Стопу Божией Матери следующим образом:

Никакого хоть маломальски отчетливого подобия следа ноги человека здесь незаметно, а видна, во-первых, темноватая поверхность сплошного камня гранитной породы, в нескольких местах как бы надтреснувшего, и посреди ее площади есть значительная продолговатая впадина, в форме раковины узкой, но длинной, наподобие подрыбного блюда. В такую длину никакая нога человеческая не бывает.

Стопа Матери Божией находится на самой вершине горы в Почаевской лавре. Над Стопой Матери Божией сооружена каменная церковь Успения Пресвятой Богородицы. Стопа находится внутри храма, недалеко от главного входа, около правой колонны, несколько ниже пола. Стопа постоянно наполнена чистой, прозрачной водой, после вычерпывания воды, Стопа вновь наполняется водою до прежнего уровня. Над нею устроен, стеклянный с дверцами ковчег, дающий возможность, отчетливо видеть на дне углубление оттиск ноги и черпать из него воду, для чего имеется серебряный с длинной ручкой ковш. Ковчег огражден красивой железной решеткой. В высоком подвале церкви, окружающем вершину конусообразной горы,
под Стопой в том же известковом туфе находятся довольно обширная пещера, по своду и стенам которой постоянно сочится такая же чистая, вкусная и прозрачная вода, собираемая в сосуды для раздачи паломникам и насельникам монастыря. Тысячи больших малых флаконов с Почаевской водой ежегодно уносились и увозились усердными богомольцами до Революции во все концы Российской империи и в соседние области Австро-Венгрии. Верующие используют воду для исцеления недугов, утоления скорби и печали. Почаевские флаконы с водой, точно так же как, и малые шейные образки Матери Божией обыкновенно отличаются, имеющимся на них, изображением Стопы в сиянии. До Революции при ковчеге над Стопой Богоматери был приставлен специальный иеромонах, называемый «Стопочный»; он предлагал всем желающим богомольцам воду из Стопы Божией Матери
. Желающие могли приобрести «стопочную воду», которую заранее разливали в особые бутылочки с выпуклым изображением стопы и с печатью лавры.

## Изображение Стопы на иконах, картинах и иллюстрациях

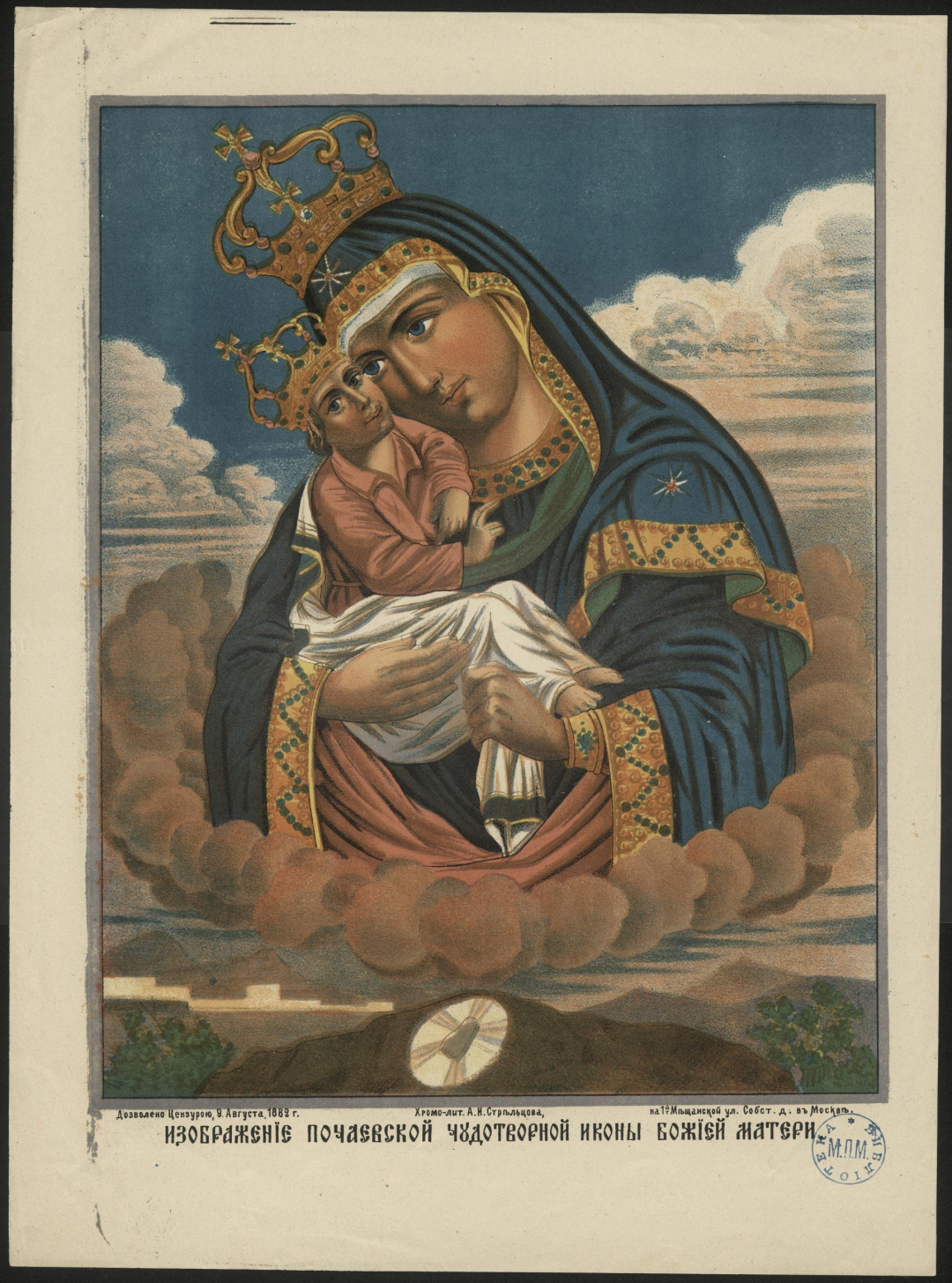
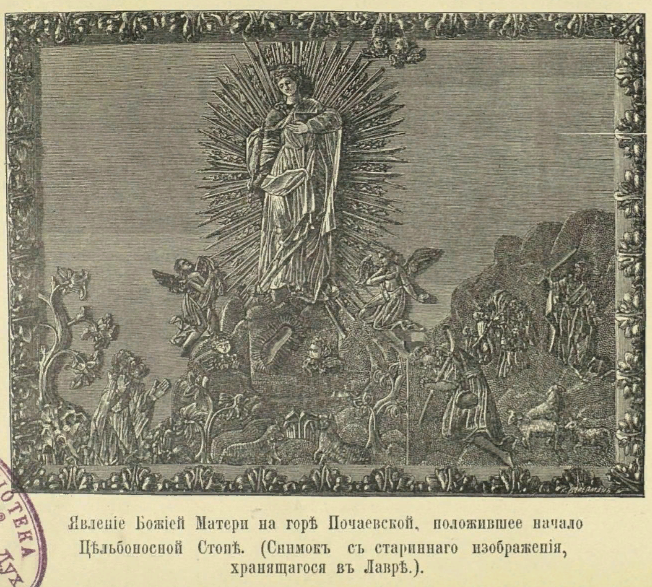
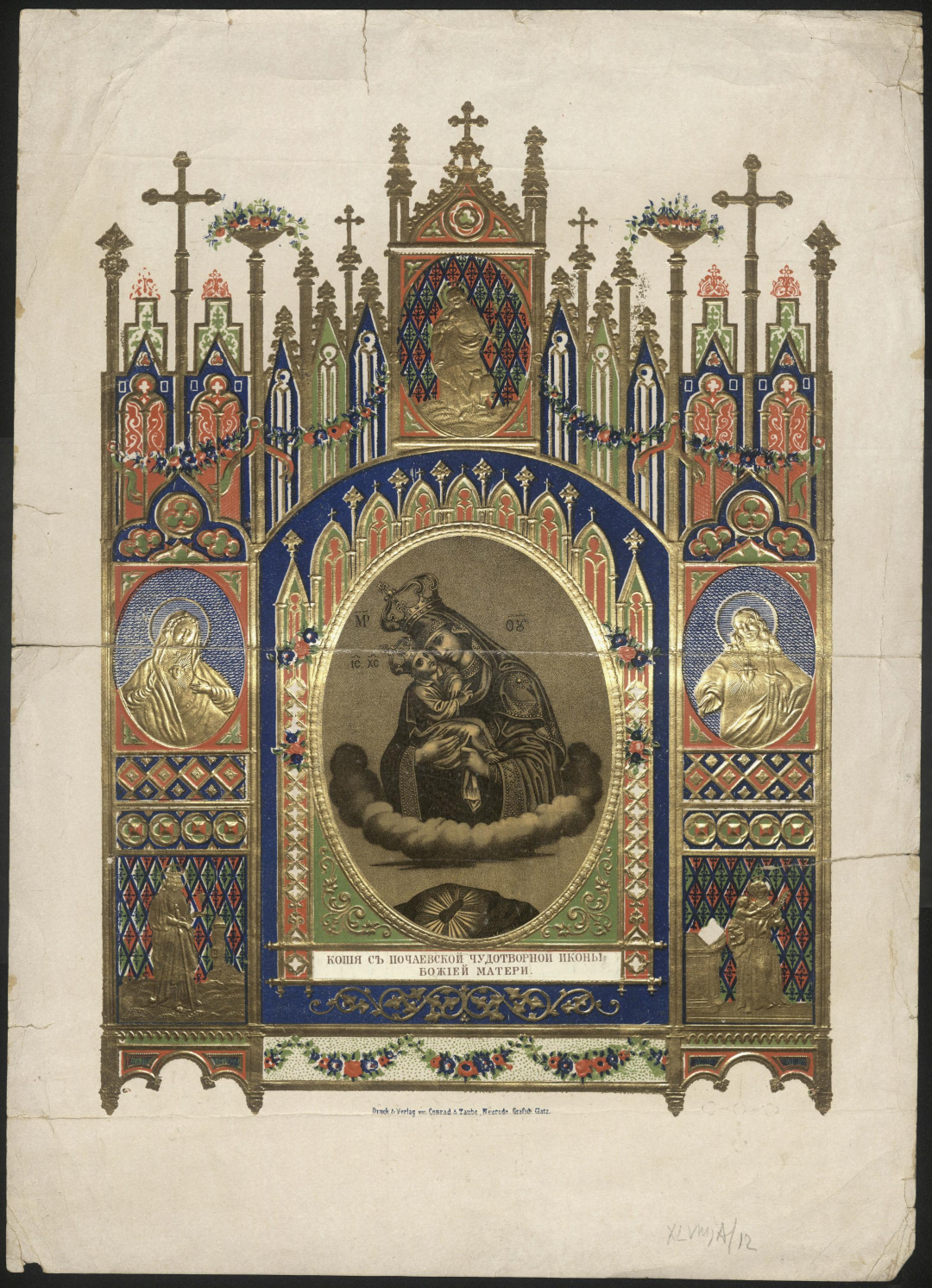
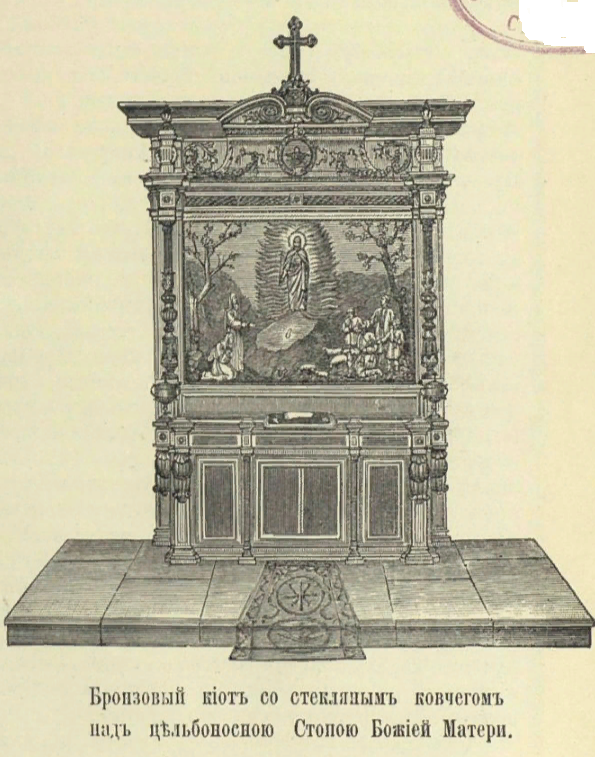
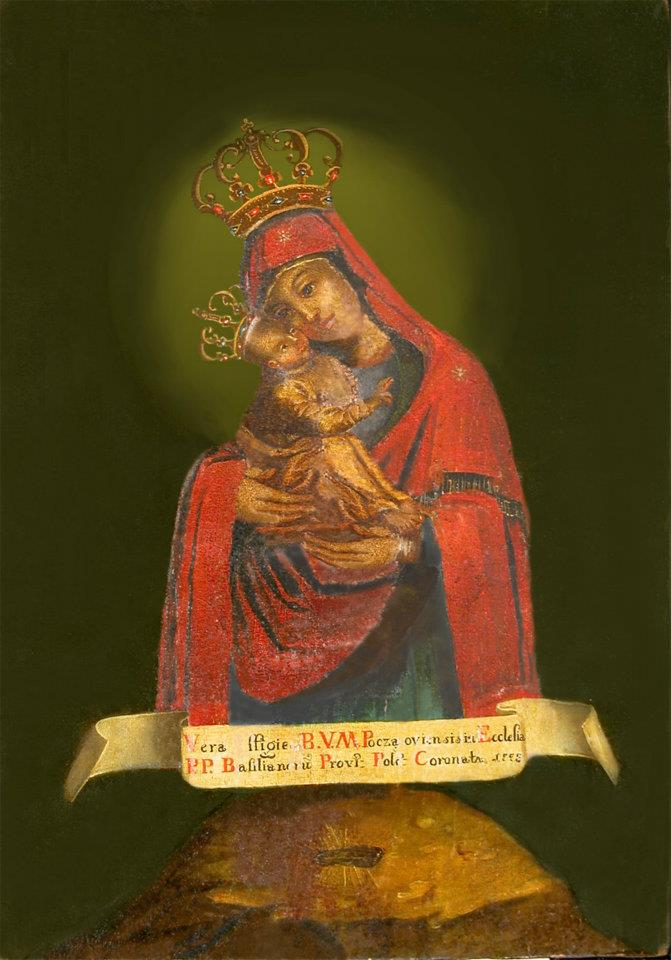
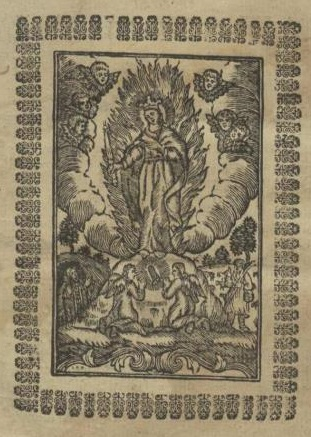
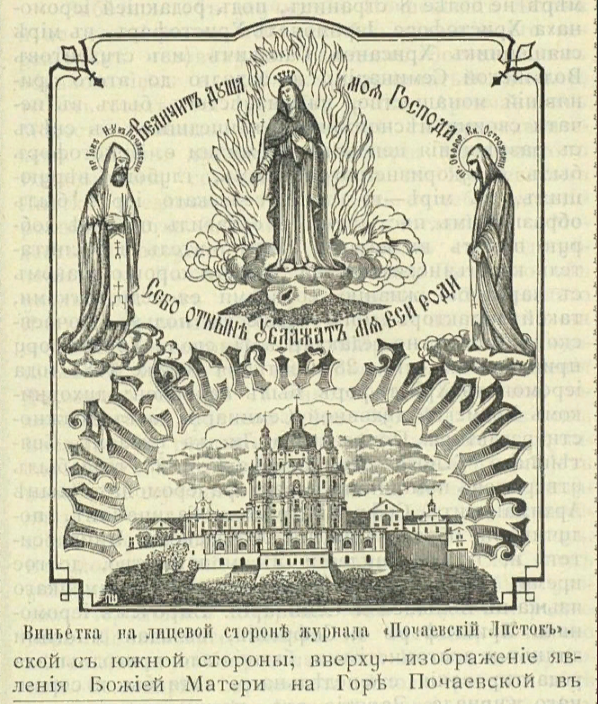